# Alexis Gamboa
Alexis Yohaslin Gamboa Rojas (ur. 20 marca 1999 w Pococí) – kostarykański piłkarz występujący na pozycji środkowego obrońcy, reprezentant Kostaryki, od 2021 roku zawodnik Alajuelense.